# 第68回天皇杯全日本サッカー選手権大会
第68回天皇杯全日本サッカー選手権大会（だい68かいてんのうはいぜんにほんサッカーせんしゅけんたいかい）は、1988年（昭和63年）12月24日から1989年（昭和64年）1月1日まで開かれた天皇杯全日本サッカー選手権大会である。

## 概要
- 本大会出場は32チーム。

## 出場チーム

### 日本サッカーリーグ1部
- 古河電工（24回目）
- 三菱重工（24回目）
- ヤンマーディーゼル（21回目）
- NKK（17回目）
- フジタ工業（17回目）
- 本田技研（15回目）
- 読売クラブ（14回目）
- ヤマハ発動機（12回目）
- 日産自動車（11回目）
- 住友金属工業（8回目）
- 松下電器（8回目）
- 全日空サッカークラブ（3回目）

### 北海道
- 札幌大学（14回目）

### 東北
- TDK（3回目）

### 関東
- 筑波大学（13回目）
- 東芝（8回目）
- 富士通（8回目）
- 東邦チタニウム（3回目）
- 駒澤大学（2回目）
- 青山学院大学（初出場）

### 北信越
- YKK（2回目）

### 東海
- トヨタ自動車（14回目）
- コスモ石油（5回目）
- 中央防犯（初出場）

### 関西
- 田辺製薬（14回目）
- 大阪商業大学（12回目）
- 大阪体育大学（7回目）
- 同志社大学（5回目）

### 中国
- マツダ（37回目）

### 四国
- 帝人（18回目）

### 九州
- 新日本製鐵（32回目）
- 三菱化成黒崎（2回目）

## 試合

### 1回戦
- ヤマハ発動機 3-0 東邦チタニウム
- 富士通 1-2 松下電器
- コスモ石油 2-1 東芝
- 青山学院大学 0-8 本田技研
- 読売クラブ 4-1 TDK
- 駒澤大学 2-1 YKK
- ヤンマーディーゼル 8-1 札幌大学
- 筑波大学 0-2 日産自動車
- 三菱重工 1-0 マツダ
- 同志社大学 1（延長）2 住友金属工業
- 大阪商業大学 3-4 新日本製鐵
- 三菱化成黒崎 1-5 フジタ工業
- 古河電工 1-0 中央防犯
- 田辺製薬 4-1 帝人
- 全日空サッカークラブ 5-0 大阪体育大学
- トヨタ自動車 1-0 NKK

### 2回戦
- ヤマハ発動機 2-0 松下電器
- コスモ石油 0-2 本田技研
- 読売クラブ 3-0 駒澤大学
- ヤンマーディーゼル 0-1 日産自動車
- 三菱重工 1-2 住友金属工業
- 新日本製鐵 0-7 フジタ工業
- 古河電工 1(PK2-4)1 田辺製薬
- 全日空サッカークラブ 3-1 トヨタ自動車

### 準々決勝
- ヤマハ発動機 2-0 本田技研
- 読売クラブ 1(PK2-3)1 日産自動車
- 住友金属工業 0-2 フジタ工業
- 田辺製薬 0-1 全日空サッカークラブ

### 準決勝
- ヤマハ発動機 0-1 日産自動車
- フジタ工業 2-1 全日空サッカークラブ

### 決勝
- 日産自動車 3(延長)1 フジタ工業